# ستروسل
الستروسل هو خليط متفتت من الطحين، الزبدة والسكر التي تطبخ فوق المَفن، الخبز أو الشطائر والكعك. وبعض الوصفات الحديثة تضيف إلى ذلك بعض البهارات أو المكسرات. 

## التسمية
جاءت تسمية الستروسل من الكلمة الألمانية Streusel التي تعني الشيء المبعثر أو المتناثر، ومن الفعل Streuen الذي يعني بالعربية نثر.